# Territoire de la baie de Jervis
Pour les articles homonymes, voir Jervis.
Le Territoire de la baie de Jervis (en anglais : Jervis Bay Territory, JBT) est un territoire intérieur australien situé au sud-est de l'île d'Australie. Adjacent à la mer de Tasman, il est entouré par l'État de la Nouvelle-Galles du Sud. Il constitue le plus petit territoire continental australien en nombre d'habitants et en superficie.

## Histoire
Le territoire est acheté par le gouvernement fédéral australien en 1915 à l'État de la Nouvelle-Galles du Sud pour assurer un accès à la mer à la capitale fédérale Canberra en temps de Première Guerre mondiale. Il fait partie du Territoire de la capitale australienne jusqu'en 1989, date à laquelle il s'en est détaché pour devenir un territoire autonome.

## Géographie
Le Territoire de la baie de Jervis est situé sur le côté méridional de la baie de Jervis, à 125 km au sud de Sydney et à 150 km à l'est de Canberra. Une grande partie du territoire, qui s'étend à l'ouest jusqu'au lac Saint-Georges, est gérée sous l'autorité du parc national Booderee et du parc national de la baie de Jervis.

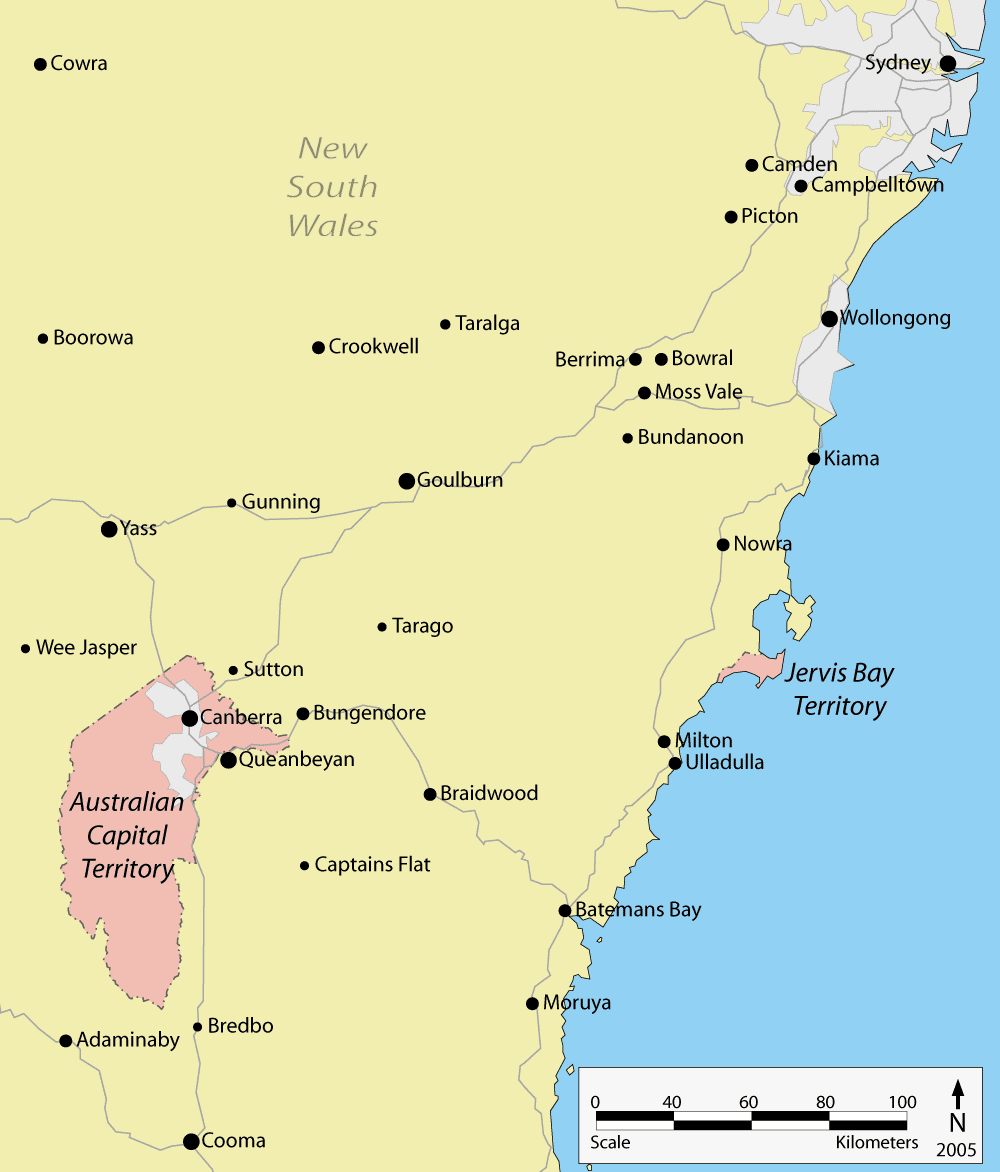
Le territoire par rapport à Canberra et Sydney.
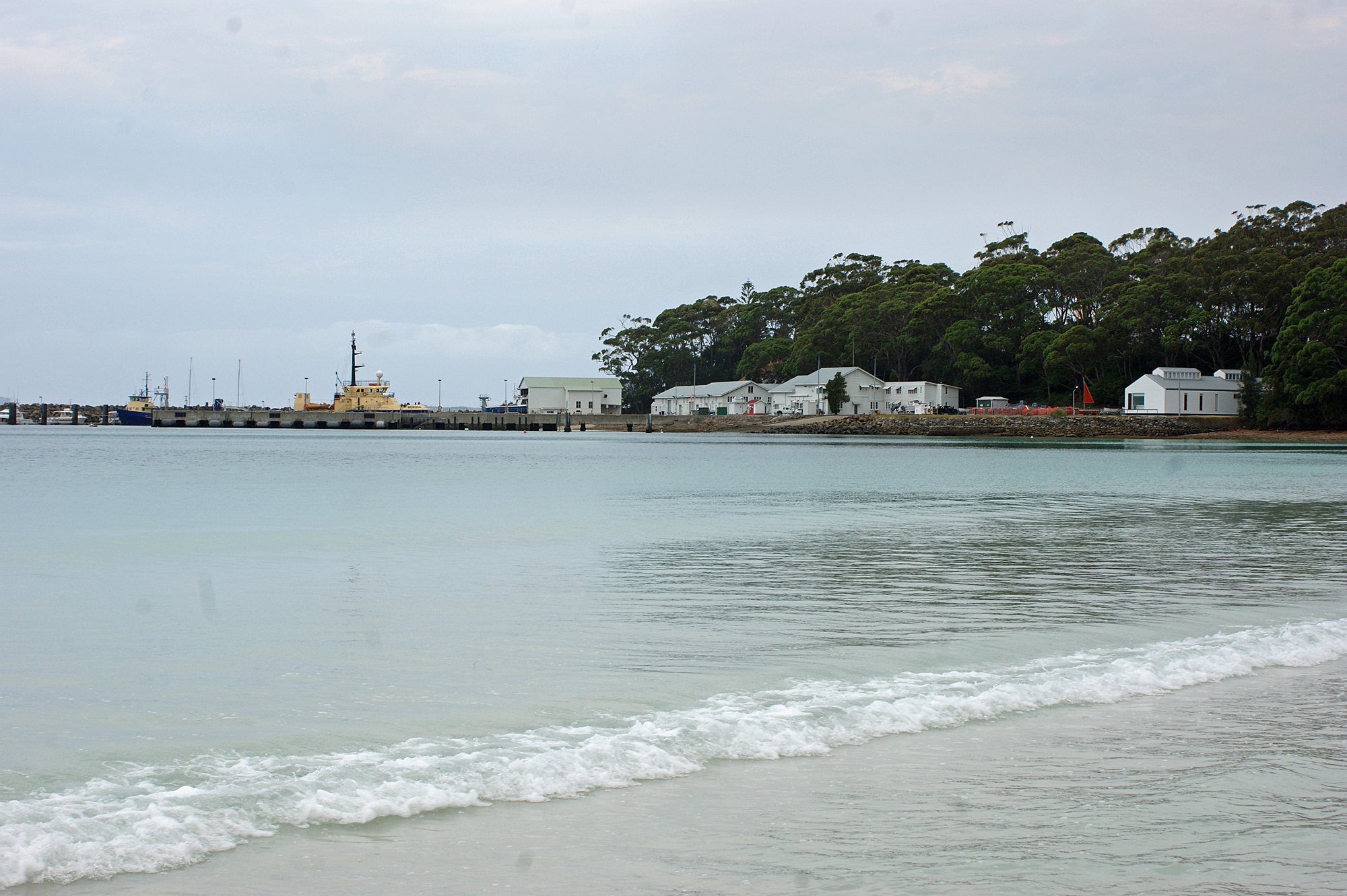
Jervis Bay Village, principal village du territoire.
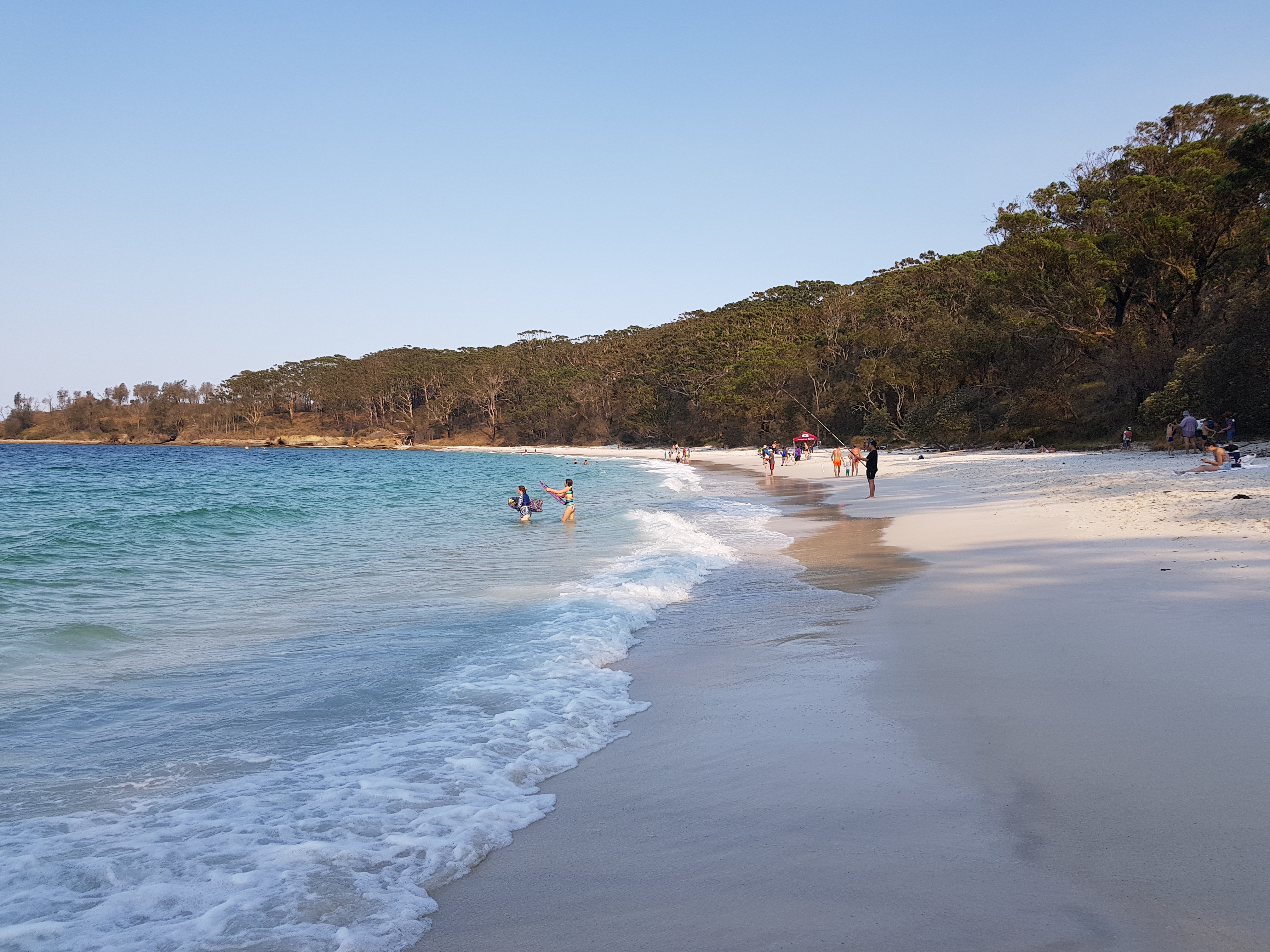
Murrays Beach dans le parc national Booderee.

Le territoire ne dispose pas d'une capitale propre, bien que le village de Jervis Bay Village soit de facto la capitale du territoire, étant le siège de son administration.

## Politique et administration
Le territoire est administré par le ministère australien des Territoires.
Au point de vue de l'organisation territoriale, le territoire se trouve divisé en une ville et deux villages, à savoir :
- Jervis Bay Village : siège de l'administration du territoire et village de 128 habitants (recensement de 2021) ;
- Greenpatch : hameau où résident 30 habitants ;
- Wreck Bay Village : situé au sud du territoire et communauté aborigène de 180 habitants.

Du point de vue administratif, le territoire partage un nombre considérable de lois, règlements et organes publics avec ceux du Territoire de la capitale australienne.

## Démographie
Le Territoire de la baie de Jervis compte un total de 307 habitants, tel que déterminé par le recensement australien de 2023. Cette population fluctue généralement en raison de la présence du Royal Australian Navy College sur le territoire.